# San Vicente (Argentyna)
San Vicente – miasto w Argentynie, położone we wschodniej części prowincji Buenos Aires nad Atlantykiem.

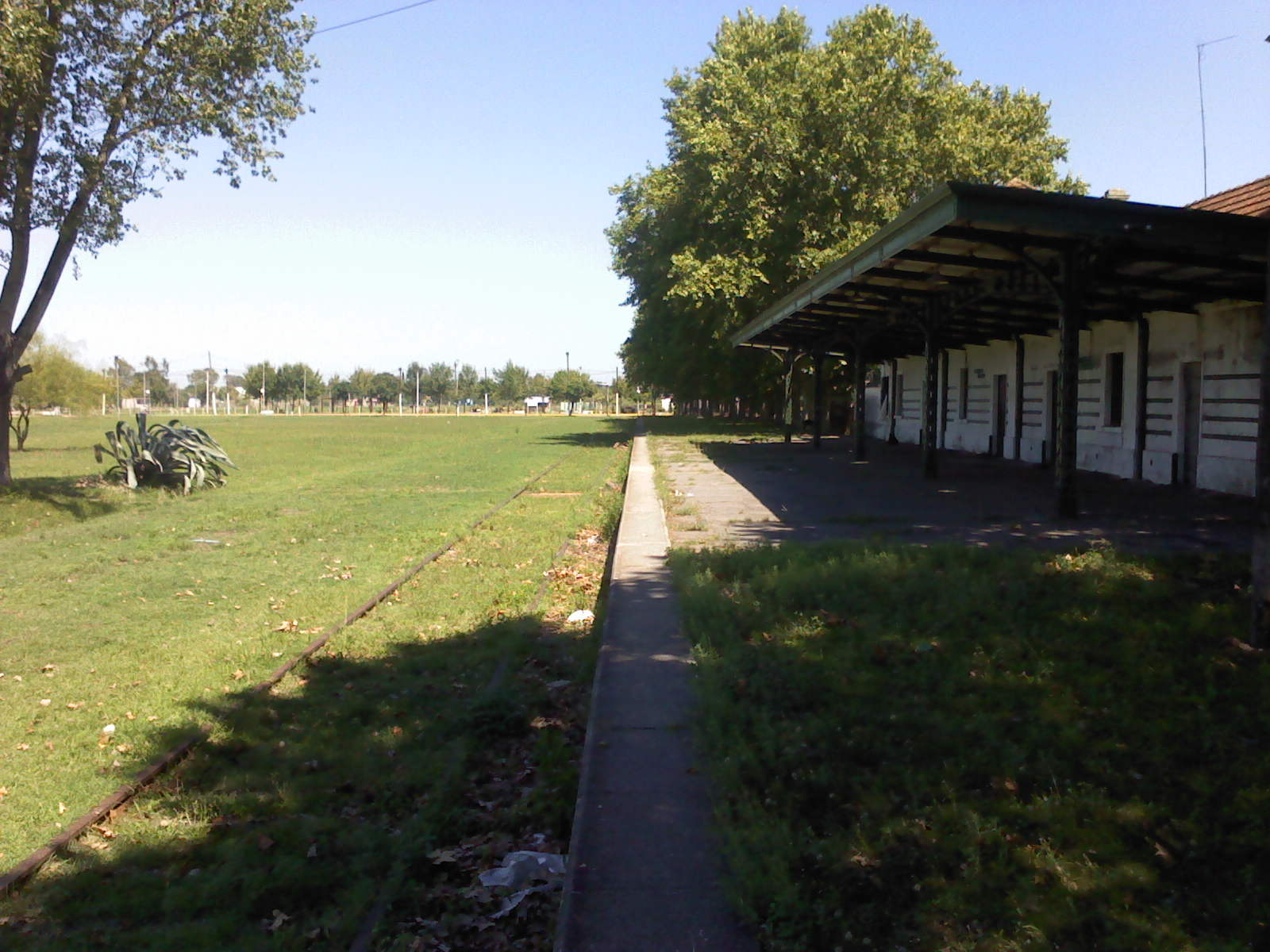
Stacja kolejowa San Vicente

## Opis
Miejscowość została założona w 1784 roku. W odległości 52 km od miasta, znajduje się aglomeracja i stolica kraju Buenos Aires. W mieście znajduje się węzeł drogowy-RP6, RP58 i RP210. Przez miasto przebiega też linia kolejowa.

## Demografia
.

## Znani urodzeni w San Vicente
- Aleksander Korn – argentyński lekarz, filozof i polityk,
- Jorge Brown – argentyński piłkarz, grający na pozycji obrońcy,